# Leucopholis fontainei
Leucopholis fontainei är en skalbaggsart som beskrevs av Brenske 1894. Leucopholis fontainei ingår i släktet Leucopholis och familjen Melolonthidae. Inga underarter finns listade i Catalogue of Life.